# Metanoia (álbum de Yousei Teikoku)
Metanoia es el segundo miniálbum del grupo japonés Yousei Teikoku, lanzado el 7 de noviembre del 2007.

## Lista de canciones
CD
1. Wahrheit - 4:49
2. Hades: The rise - 4:47
3. Eternal Waltz - 3:40
4. Haitoku no Hana - 5:12
5. Purify - 5:30
6. 閉塞心魂 - 4:42
7. hidden truth - 2:34

DVD	　
1. Wahrheit
2. Ira（En vivo）
3. 至純の残酷（En vivo）
4. 孤高の創世（En vivo）

- Datos: Q3030398